# Mauvais Sentier
Pour plus de détails, voir Fiche technique et Distribution.
Mauvais Sentier (Nel rifugio) est un film muet italien réalisé par Ubaldo Pittei, sorti en 1917.

## Fiche technique
- Titre original : Nel rifugio
- Titre français : Mauvais Sentier
- Réalisation : Ubaldo Pittei
- Scénario : Ubaldo Pittei d'après le roman de Georges Ohnet
- Direction artistique :
- Photographie :
- Société de production : Film d'Arte Italiana
- Société de distribution : Pathé Frères
- Pays d’origine :  Royaume d'Italie
- Langue originale :
- Format : Noir et blanc — 35 mm — 1,33:1 — Muet
- Durée : 1370 mètres
- Dates de sortie :  France : 9 février 1917[1];  Royaume d'Italie : avril 1917
- Numéro de film : 7836

## Distribution
- Mary Bayma-Riva
- Elio Gioppo
- Ubaldo Pittei